# نيسان سيلفيا
نيسان سيلفيا هي سيارة رياضية أنتجت في 1964 وتوقف إنتاجها في 1968، ثم عاد إنتاجها في 1975 واستمر حتى 2002.

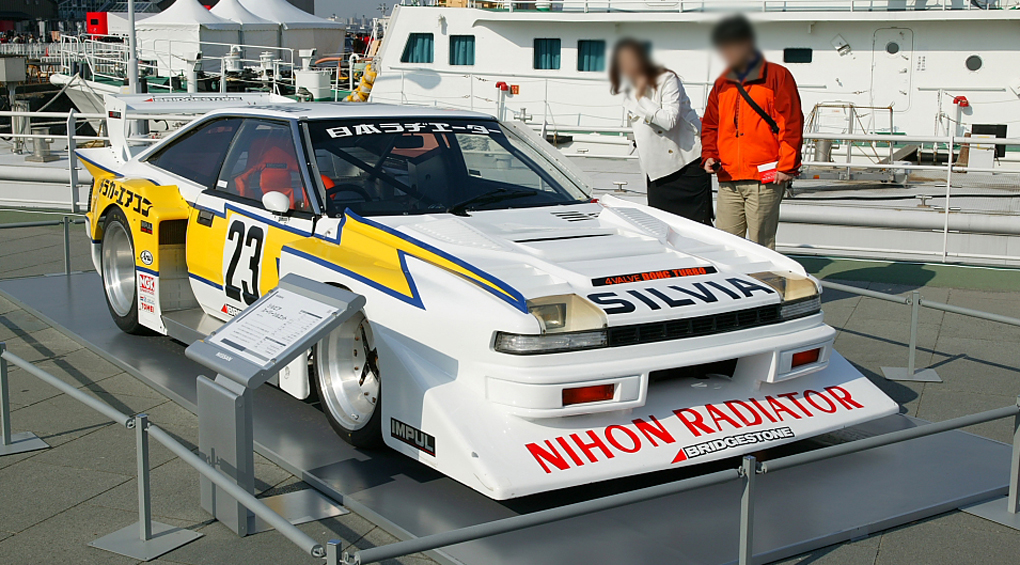